# HD 39225
HD 39225，又名BD+33 1179，SAO 58528、HR 2028，是一颗恒星，视星等为5.98，位于銀經176.5，銀緯3.85，其B1900.0坐标为赤經5h 46m 2.8s，赤緯+33° 3.85′ 29″。